# Étoile hypergéante

Comparaison de taille entre le Soleil et VY Canis Majoris, une hypergéante auparavant connue comme étant la plus grande étoile observée.

Une (étoile) hypergéante (c'est-à-dire une étoile de classe de luminosité 0) est une étoile de masse et de luminosité très élevées, qui possède un indice de perte de masse élevé. À cause de sa taille et de sa masse, une hypergéante est un objet particulièrement intéressant pour les scientifiques : il leur permet d'étudier les limites de formation des étoiles, tant en termes de taille que de luminosité.

## Caractéristiques
Le terme « hypergéante » est couramment utilisé comme désignant les étoiles connues les plus massives, bien qu'il existe des définitions plus précises. En 1956, les astronomes Feast et Thackeray ont utilisé le terme de super-supergéante — délaissé plus tard au profit de l'appellation « hypergéante » pour les étoiles ayant une magnitude absolue supérieure à MV = -7.
En 1971, Keenan proposa que le terme ne soit utilisé que pour les supergéantes qui montraient au moins une émission large dans Hα, indiquant ainsi une atmosphère stellaire étendue ou un indice de perte de masse relativement important. Le critère de Keenan est l'un des plus utilisés à ce jour par les scientifiques.
Ceci signifie qu'une hypergéante ne doit pas être nécessairement plus massive qu'une supergéante comparable. Cependant, les étoiles les plus massives sont considérées comme des hypergéantes, et peuvent avoir des masses allant jusqu'à 100 à 150 masses solaires.
Les hypergéantes sont des étoiles très lumineuses, jusqu'à plusieurs millions de luminosités solaires, et ont une température comprise grossièrement entre 3 200 °C et 35 000 °C. Presque toutes les hypergéantes montrent des variations de luminosité au cours du temps à cause d'instabilités internes.
À cause de sa masse élevée, la durée de vie d'une hypergéante est très courte sur une échelle de temps astronomique, seulement quelques millions d'années, à comparer à environ 10 milliards d'années pour une étoile comme le Soleil. De ce fait, les hypergéantes sont extrêmement rares et seule une poignée d'entre elles sont connues actuellement.
Il ne faut pas confondre les hypergéantes avec les étoiles variables bleues à forte luminosité. Une hypergéante est classée comme telle à cause de sa taille et de son indice de perte de masse, alors qu'une étoile variable bleue à forte luminosité est supposée être une supergéante bleue massive qui traverse une phase durant laquelle elle perd une importante partie de sa masse.

## Hypergéantes connues
Les hypergéantes sont difficiles à étudier du fait de leur rareté. Elles semblent être la limite de luminosité pour les hypergéantes les plus « froides » (celles qui sont jaunes ou rouges) : aucune d'entre elles ne dépasse la magnitude bolométrique de -9,5 qui correspond environ à 500 000 fois la luminosité du Soleil. On ne connaît pas la raison de ce phénomène.

### Variables lumineuses bleues
La plupart des variables lumineuses bleues (LBV en anglais) sont classées comme hypergéantes, et elles sont les étoiles les plus lumineuses connues :
- P Cygni, dans la constellation boréale du Cygne.
- S Doradus, dans la galaxie voisine du Grand Nuage de Magellan, dans la constellation australe de la Dorade. Cette galaxie fut le siège de la supernova SN 1987A.
- Eta Carinae, à l'intérieur de la « nébuleuse du trou de serrure » (NGC 3372) dans la constellation australe de la Carène. Eta Carinae est extrêmement massive, peut-être jusqu'à 120 à 150 fois la masse du Soleil, et quatre à cinq millions de fois plus lumineuse que celui-ci.
- L'Étoile du Pistolet, près du centre de la Voie lactée, dans la constellation du Sagittaire. Cette étoile est peut-être jusqu'à 150 fois plus massive que le Soleil et est environ 1,7 million de fois plus lumineuse.
- Plusieurs étoiles de l'amas 1806-20, de l'autre côté de la Galaxie. Une de ces étoiles, LBV 1806-20, a été jusqu'à récemment l'étoile la plus lumineuse connue, entre 2 et 40 millions de fois plus que le Soleil, et c'est également l'une des plus massives.

### Hypergéantes bleues
- Zeta1 Scorpii, l'étoile la plus brillante de l'association OB Scorpius OB1 et une possible LBV.
- V1429 Aquilae (MCW 314), dans la constellation de l'Aigle, autre LBV potentielle.
- HD 169454, dans l'Écu de Sobieski.
- BD -14° 5037 proche de cette dernière.
- Cygnus OB2-12, que certains auteurs considèrent être une LBV.

### Hypergéantes jaunes
Les hypergéantes jaunes forment une classe d'étoiles très rares, dont on ne connaît que huit exemplaires dans notre Galaxie :
- HR 5171 A, dans la constellation du Centaure, et son système binaire à éclipse, serait 1300 fois plus grande que le Soleil[2].
- Rho Cassiopeiae, dans la constellation de Cassiopée, est environ 500 000 fois plus lumineuse que le Soleil.
- RW Cephei
- HR 8752
- IRC+10420
- Voir aussi les étoiles de Westerlund 1.
- V382 Carinae
- IRAS 17163-3907 également dite « nébuleuse de l'œuf au plat ».

### Hypergéantes rouges
- NML Cygni
- VX Sagittarii
- S Persei
- VY Canis Majoris
- Stephenson 2-18